# Chủ nghĩa duy tâm Đức
Chủ nghĩa duy tâm Đức là một trong những trào lưu triết học quan trọng nhất của thời kỳ Khai sáng. Triết học cổ điển Đức cùng chủ nghĩa xã hội không tưởng của Pháp và học thuyết kinh tế chính trị tư sản của Anh được xem là nền tảng của chủ nghĩa Marx-Lenin.

## Tổng quan
Trong thế kỷ XVIII, châu Âu đang trong thời kỳ Khai sáng. Ở Anh, cuộc cách mạng công nghiệp đang diễn ra. Ở Pháp, cuộc Cách mạng Pháp năm 1789 nổ ra mang đến những thay đổi lớn tại nước Pháp. Tuy nhiên, nước Đức vẫn còn tồn tại chế độ phong kiến. Nước Đức của thế kỷ XVIII vẫn bị chia thành nhiều lãnh địa phong kiến khác nhau. Nước Đức lúc đó đang trong tình trạng lạc hậu so với Anh và Pháp. Friedrich Engels xem thời kỳ này là "thời kỳ nhục nhã về mặt chính trị và xã hội". Ông cho rằng:
| “ | Mọi thứ đều nát bét và lung lay, xem chừng sắp sụp đổ, thậm chí chẳng còn tới một tia hy vọng chuyển biến tốt lên. Vì dân tộc, thậm chí không còn đủ sức vứt bỏ cái thây ma rữa nát của một chế độ đã chết rồi | ” |

Nhưng, cũng theo Engels, đây là thời kỳ sản sinh ra nhiều nhân tài, những người luôn phê phán sự thối nát của chế độ phong kiến đương thời. Đây là một thời kỳ đầy tự hào trong lịch sử văn học, tư tưởng của Đức với sự ra đời của triết học cổ điển Đức.
Triết học cổ điển Đức đã mang lại cái nhìn mới về thực tiễn xã hội và lịch sử nhân loại. Các nhà triết học thuộc trào lưu này đã đánh giá rằng con người là nền tảng, xuất phát điểm của các vấn đề triết học. Đây là sự kế tục lớn tư tưởng triết học cổ đại và triết học Phục hưng. Nếu như Kant coi con người vừa là chủ thể, vừa là kết quả của hoạt động, khẳng định hoạt động thực tiễn cao hơn lý luận thì Hegel coi bản thân lịch sử loài người là lịch sử về phương thức tồn tại của con người, coi con người là những cá thể có thể làm chủ vận mệnh của mình. Thêm vào đó, các nhà triết học cổ điển Đức đã đề cao sức mạnh trí tuệ và khả năng hoạt động của con người. Họ cho rằng con người có thể cải tạo thế giới, con người là chủ thể của và kết quả của toàn bộ nền văn minh. Tuy từ lập trường duy tâm là chủ yếu, các nhà triết học cổ điển Đức đã xây dựng nên hệ thống triết học độc đáo. Đồng thời, họ cũng là những người coi triết học là khoa học của các môn khoa học.
Các nhà triết học cổ điển Đức, hầu hết trong số họ, đều theo chủ nghĩa duy tâm. Họ cho rằng không thể giải thích thế giới nếu không dựa trên lập trường của chủ nghĩa duy tâm. Bản chất của vật tự thể, khái niệm triết học của Kant, là một khái niệm của chủ nghĩa duy tâm. Trong khi đó, Hegel giải thích buổi sơ khai của vũ trụ là cái gì đó rất thần bí. Đây là vỏ bọc vững chắc cho nền triết học Đức thời kỳ này. Sau đó, Feuerbach lại phủ lên đó một lập trường siêu hình.
Các nhà triết học cổ điển Đức tuy tiến bộ về tư tưởng triết học nhưng lại bảo thủ về lập trường chính trị. Không giống như các nhà triết học Pháp cùng thời, các nhà triết học Đức không dám công khai phát biểu những tư tưởng chống lại nhà nước đương thời và giáo hội. Các nhà triết học Đức xây dựng một nền triết học trừu tượng chứ không hề đụng chạm trực tiếp tới các thế lực nắm quyền tại Đức lúc đó.
Triết học cổ điển Đức là một trào lưu triết học chịu rất nhiều ảnh hưởng từ các nhà Khai sáng của Pháp. Các nhà triết học Đức lúc này đã tiếp thu tư tưởng giải phóng, tư tưởng cách mạng từ các nhà duy vật của Pháp. Karl Marx đã gọi triết học của Kant là triết học Đức của cách mạng Pháp. Thêm vào đó, họ cũng chịu ảnh hưởng rất lớn từ các nhà biện chứng. Chính vì vậy, những các nhà triết học Đức của thời kỳ Khai sáng đã có những đóng góp không nhỏ cho lịch sử tư tưởng thế giới.

## Triết gia nổi bật

### Immanuel Kant

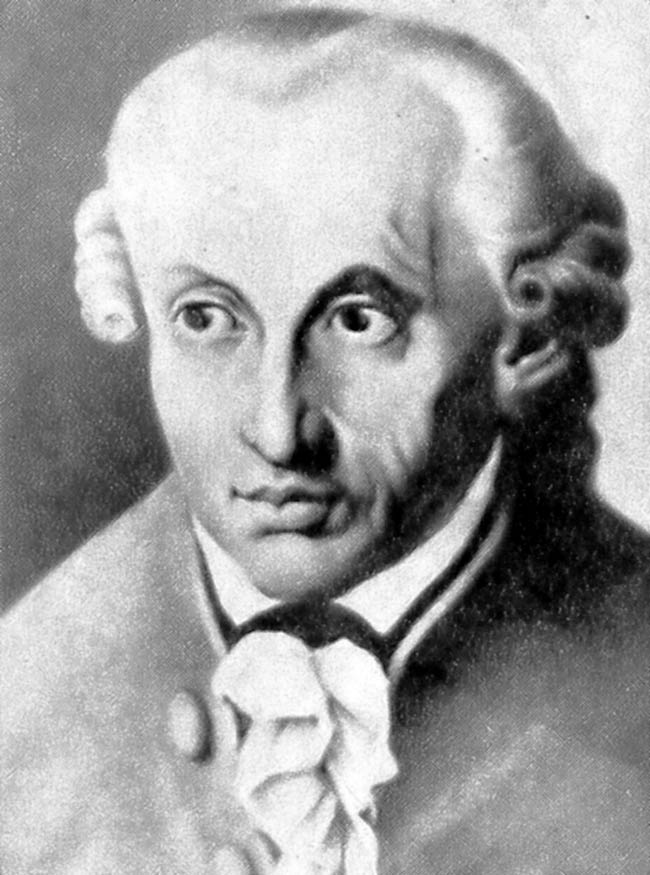
Kant

Immanuel Kant (1724-1804) là một trong những triết gia quan trọng nhất của triết học cổ điển Đức, của thời kỳ Khai sáng và của lịch sử thế giới. Ông là người đưa ra định nghĩa vật tự thể, một trong những khái niệm triết học nổi tiếng nhất. Ông là một trong những triết gia hàng đầu của chủ nghĩa duy tâm trong triết học cổ điển Đức.

### Georg Wilhelm Friedrich Hegel

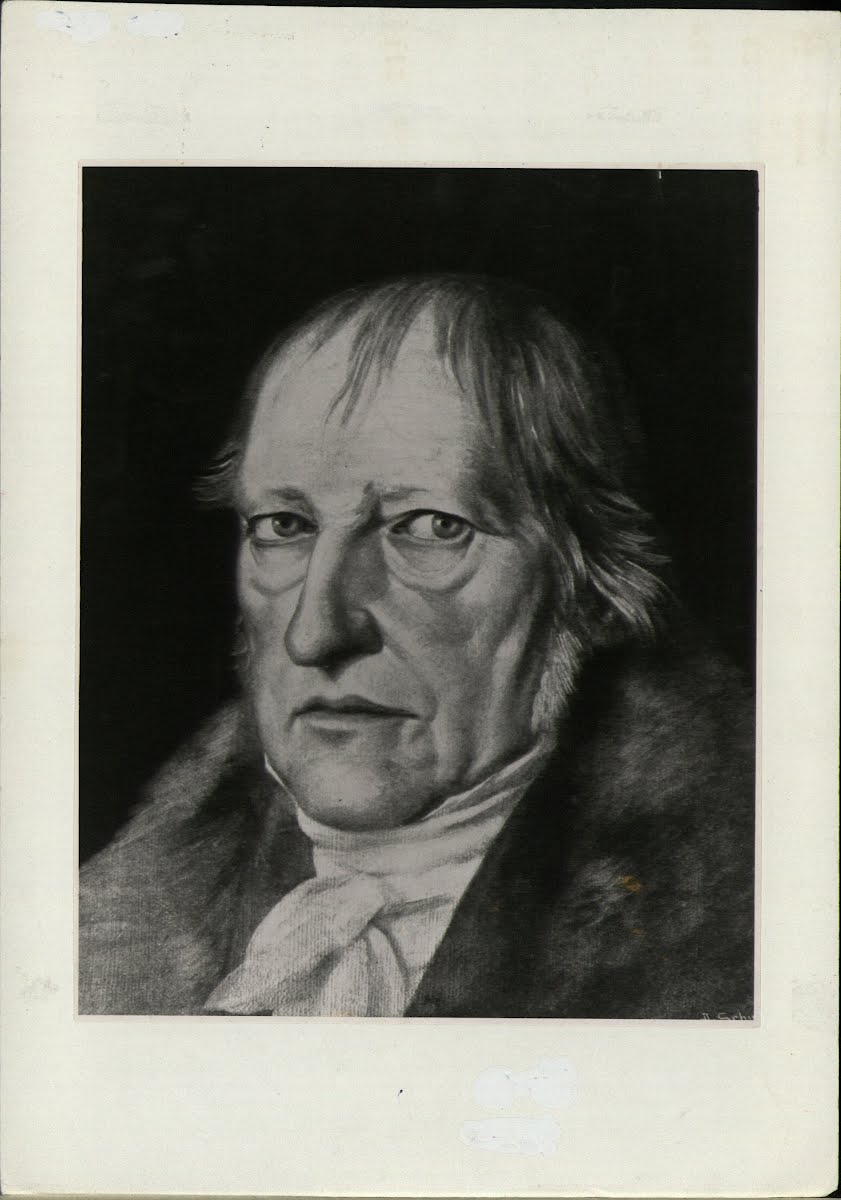
Hegel

Georg Wilhelm Friedrich Hegel (1770-1831) cũng là một trong những nhà triết học lớn nhất của Đức. Ông là người đã phát triển phương pháp luận biện chứng. Ông là một triết gia vĩ đại có thế giới quan duy tâm. 

### Ludwig Andreas Feuerbach

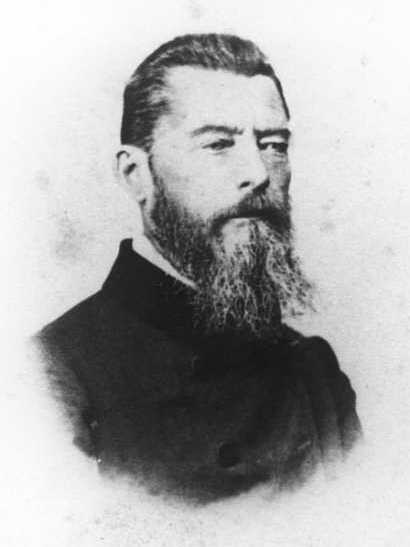
Feuerbach

Ludwig Andreas Feuerbach (1804-1872) là nhà triết học lớn cuối cùng của triết học cổ điển Đức. Khác với những triết gia nổi tiếng của triết học Đức như Kant và Hegel, ông là người có thế giới quan duy vật. Tuy nhiên, ông lại cho rằng lịch sử loài người không hề phát triển mà chỉ là bức tranh đầy màu sắc được tạo ra bởi sự khác nhau về tôn giáo.

## Các nhà triết học
- Immanuel Kant (1724-1804)
- Moses Mendelssohn (1729-1786)
- Gotthold Ephraim Lessing (1729-1791)
- Johann Georg Hamann (1730-1788)
- Johann Gottfried von Herder (1744-1803)
- Friedrich Wilhelm Joseph Schelling (1775-1854)
- Georg Wilhelm Friedrich Hegel (1770-1831)